# Найбільше шоу на Землі
«Найбільше шоу на Землі» англ. The Greatest Show on Earth — американський фільм-драма 1952 року, поставлений режисером Сесілем Блаунтом Де Міллем за участю легендарного американського цирку Ringling Bros. and Barnum & Bailey Circus. Фільм отримав дві премії «Оскар», у тому числі й за найкращий фільм року. Окрім сюжету, в кінострічці розповідається про значення циркової індустрії, як живуть за кулісами артисти, а також є документальні кадри, які показують, як цирк подорожує на гастролях.
У головних ролях знялися Бетті Гаттон і Корнел Вайлд, які виконували ролі акробатів, що змагаються один з одним, і Чарлтон Гестон, що грав генерального директора шоу. Також у ролі таємничого клоуна, який ніколи не знімає своєї маски, знявся відомий американський актор Джеймс Стюарт. На додаток до акторів у фільмі з'явився цирк Ringling Bros. and Barnum & Bailey Circus, в якому було 1400 осіб, сотні тварин і 60 вагонів устаткування. Артисти цирку і тварини також брали участь у зйомках.
З урахування інфляції «Найбільше шоу на землі» є одним з найкасовіших фільмів, показаних у США і Канаді.
За мотивами фільму у 1963-1964 роках на каналі ABC був створений однойменний телесеріал, в якому головну роль замість Чарлтона Гестона зіграв Джек Пеланс. Загалом було випущено 30 епізодів цього телешоу.

## Вступна промова режисера

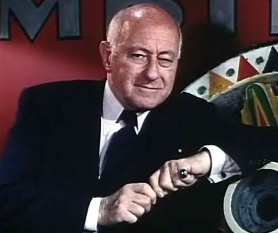
Сесіль Блаунт Де Мілль

«Що таке цирк? Це чарівне місце. Цирк переїжджає з міста до міста. Чому нам так подобається в цирку? Звичайно, це найсмачніша солодка вата. Ми переживаємо, дивлячись на канатохідців, сміємося над клоунами, дивуємося, коли дивимося на немислимі трюки, що виконуються з такою легкістю. Це шоу з оркестром, костюмованим шоу, красивими кіньми, акробатами під куполом цирку. З чого усе розпочинається? Усі діють, як добре налагоджений механізм, швидко і чітко. Дуже важливо при їхньому способові життя робити усе злагоджено. Як тільки усе зібрано й укладено, знову в дорогу. Не знаєш, коли можуть виникнути непередбачені складнощі, але навіть з цієї ситуації вони виходять з посмішкою. Трапляються нещастя, але їх не приховати від сторонніх очей. Директор організовує процес роботи цирку. Щотижня змінює програму виступів, робить усе, щоб цирк залишався на піку слави. Це постійна конкуренція, вони постійно борються за право бути найкращими в цьому мистецтві. Ось що таке цирк.
Це історія про найбільший пересувний цирк, про чоловіків і жінок, які борються за право. За право називатися найбільшим шоу на землі!»

## Сюжет
Барнум і Бейлі, власники «Великого цирку Ринґлінґ», збираються скоротити сезон виступів з восьми місяців до десяти тижнів. Виступи проходитимуть лише у великих містах. Щоб завадити цьому рішенню, яке здається йому несправедливим щодо сільських жителів, директор цирку Бред Брейден (Чарлтон Гестон) пускає в гру несподіваний козир; він зізнається, що найняв на увесь сезон Великого Себастіана (Корнел Вайлд), знаменитого повітряного гімнаста. Бред домагається перемоги в цій суперечці. Але таке рішення не влаштовує Голлі (Бетті Гаттон), провідну повітряну гімнастку цирку, яка повинна тепер поступитися центральною трапецією своєму прославленому колезі й відійти в тінь на бічну трапецію. Твердо вирішивши відвоювати статус «зірки», Голлі кожен вечір кидає виклик Себастіану; їхні поєдинки захоплюючі для публіки, але небезпечні для них самих. Одного разу Бред вимушений перервати виступ Голлі, яка готується виконати запаморочливий трюк без потрібного реквізиту. Так він рятує їй життя.

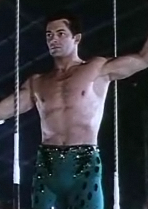
Великий Себастіан (Корнел Вайлд) під час виконання номера (кадр з фільму)

Попри те що Голлі давно закохана у Бреда, гладкі розмови Себастіана і його репутація серцеїда крутять їй голову. Себастіан вирішує виконати подвійне сальто вперед через обруч — особливо небезпечний і ризикований стрибок. Бред примушує його надіти лонжу, але в останню мить, не витерпівши кепкувань Голлі, Себастіан знімає її. Стрибок не вдається: Себастіан падає і лише дивом не розбивається на смерть. Через три місяці Себастіан повертається в цирк за своїм реквізитом й усім говорить, що йде працювати до конкурентів.
Незабаром Бред дізнається, що насправді у Себастіана відібрало руку. Голлі винить себе у цьому нещасті, пропонує Себастіану допомогу й освідчується йому в коханні. Себастіан залишається працювати в цирку продавцем повітряних куль.
Приборкувачка слонів Енджел, колишня кохана Себастіана, бачить, що шлях вільний, і намагається «заарканити» Бреда. Її знехтуваний партнер Клаус ревнує. На виступі він трохи не занапащає Енджел, і Бред виганяє його з цирку. Тоді Клаус вступає у змову з шахраєм; разом вони планують пограбувати цирковий потяг, зупинивши його дорогою. На колії з'являється зустрічний потяг. Клаус намагається зупинити його, перегородивши рейки своєю машиною. Він гине, так і не завадивши страшному зіткненню потягів.
Бред важко поранений в аварії та стікає кров'ю; йому потрібна термінова медична допомога. Мундирчик — клоун (Джеймс Стюарт), що прийшов працювати в цирк, аби врятуватися від поліції (він був лікарем і убив дружину, щоб полегшити її страждання) рятує Бреда і розкриває себе. Голлі намагається врятувати цирк, влаштувавши виставу на відкритому повітрі. Вона проявляє таку активність, що Бред ледве устигає освідчитися їй у коханні. Себастіан розробляє пошкоджену руку і просить свою стару подругу Енджел вийти за нього заміж. Мундирчика відводить в наручниках інспектор поліції. Усе місто приходить на небачену виставу, яку дає цирк.

## У ролях
| • Бетті Гаттон    | … | Голлі             |
| • Корнел Вайлд    | … | Великий Себастіан |
| • Чарлтон Гестон  | … | Бред Брейден      |
| • Дороті Ламур    | … | Філліс            |
| • Глорія Грем     | … | Енджел            |
| • Джеймс Стюарт   | … | Мундирчик         |
| • Генрі Вілкоксон | … | інспектор Грегорі |
| • Лайл Беттгер    | … | Клаус             |
| • Лоуренс Тірні   | … | містер Гендерсон  |
| • Емметт Келлі    | … | Емметт Келлі      |

Крім того, у фільмі знялися артисти цирку Ringling Bros. and Barnum & Bailey Circus, зокрема клоуни Емметт Келлі й Лу Джейкобс, повітряний акробат Антуанета Концелло.
Є цілий ряд камео (переважно, в аудиторії цирку) у тому числі Боб Гоуп і Бінґ Кросбі, партнерів Дороті Ламур по фільмах «Дорога в...». Вільям Бойд з'являється в образі одного з найпопулярніших своїх персонажів Гопелонга Кессіді.

## Знімальна група
- Автор сценарію — Френк Каветт, Фредрік М. Френк, Барре Ліндон, Теодор Сент-Джон
- Режисер-постановник — Сесіль Блаунт Де Мілль
- Продюсер — Сесіль Б. Де Мілль
- Асоційований продюсер — Генрі Вілкоксон
- Оператор — Джордж Барнс
- Композитор — Віктор Янг
- Монтаж — Енн Боченс
- Художник по костюмах — Едіт Гед, Дороті Джикінс, Майлз Вайт
- Художник-декоратор — Сем Комер, Рей Мойєр
- Артдиректор — Гел Перейра, Волтер Г. Тайлер

## Виробництво
Люсіль Болл повинна була зіграти роль Енджел, але вона пішла з проєкту, коли дізналася, що вагітна своєю першою дитиною.
Музику до пісні Lovely Luawana Lady написав Джон Ринглінг Норт, який з'явився в ролі боса Бреда під час телефонної розмови. Норт був племінником засновників цирку братів Ринґлінґ.

## Сприйняття критиків
Бослі Кроутер назвав «Найбільше шоу на землі» як «тріумф таланту цирку і навички кіно» і «розвага, яка захоплюватиме глядачів кіно впродовж багатьох років»:
Таке, що розтягнулося на велетенське полотно, переповнене реальними діями і гострими відчуттями, а також великою кількістю закулісних дрібниць, які роблять цирк чарівною річчю, і кіноплівка, що робить це кіно прекрасним, і повторюся, це один з найкращих фільмів, які коли-небудь виходили на екран. 
Журнал Time назвав його «мамонтом, який утворився в результаті злиття зусиль двох майстрів вигадки: Фінеаса Тейлора Барнума і Сесіля Б. Де Мілля», а також фільмом, який «заповнює екран конкурсами й парадами та знаходить місце для 60 з гаком циркових номерів, які через сюжет разом дуже погано поєднуються, не даючи створювати гарне шоу».
Variety пише, що фільм «ефективно задовольняє цілі створювати атмосферу і хвилювання в цирку та на екрані, і серед глядачів.»
Критик Леонард Малтін висловив думку, що «як і більшість фільмів Де Мілля, це не може бути мистецтвом, але воно дуже приємне».
У 2006 ріці в статті для MSNBC про вручення премії «Оскар» за найкращий фільм «Зіткненню», Ерік Ландегаард назвав «Зіткнення» гіршим найкращим фільмом року з часів «тупого, роздутого кіно „Найбільше шоу на землі“».
«Найбільше шоу на землі» також включений до книги «Офіційний гід „Золотої малини“: дивимося найкращі з найгірших голлівудських фільмів». Загальне ставлення до фільму виражається в думці, що це було огидною помилкою з боку Кіноакадемії дати йому премію «Оскар» за найкращий фільм року.

## Нагороди та номінації
| Список нагород та номінацій      | Список нагород та номінацій | Список нагород та номінацій                    | Список нагород та номінацій                      | Список нагород та номінацій | Список нагород та номінацій |
| Кінопремія                       | Рік                         | Категорія                                      | Номінант(и)                                      | Результат                   |                             |
| -------------------------------- | --------------------------- | ---------------------------------------------- | ------------------------------------------------ | --------------------------- | --------------------------- |
| Спільнота кінокритиків Нью-Йорка | 1952                        | Найкращий режисер                              | Сесіль Б. Де Мілль                               | 3-є місце                   |                             |
| Премія «Оскар»                   | 1953                        | Найкращий фільм                                | Найбільше шоу на землі                           | Перемога                    |                             |
| Премія «Оскар»                   | 1953                        | Найкраща режисура                              | Сесіль Б. Де Мілль                               | Номінація                   |                             |
| Премія «Оскар»                   | 1953                        | Найкращий оригінальний сценарій                | Фредрік М. Френк, Теодор Сент-Джон, Френк Каветт | Перемога                    |                             |
| Премія «Оскар»                   | 1953                        | Найкращий монтаж                               | Енн Боченс                                       | Номінація                   |                             |
| Премія «Оскар»                   | 1953                        | Найкращий дизайн костюмів                      | Едіт Гед, Дороті Джикінс, Майлз Вайт             | Номінація                   |                             |
| Премія «Золотий глобус»          | 1953                        | Найкращий фільм (драма)                        | Найбільше шоу на землі                           | Перемога                    |                             |
| Премія «Золотий глобус»          | 1953                        | Найкращий режисер                              | Сесіль Б. Де Мілль                               | Перемога                    |                             |
| Премія «Золотий глобус»          | 1953                        | Найкращий оператор                             | Джордж Барнз, Дж. Певерелл Марлі                 | Перемога                    |                             |
| Гільдія кінорежисерів США        | 1953                        | Видатне режисерське досягнення в ігровому кіно | Сесіль Б. Де Мілль                               | Номінація                   |                             |
| Премія Photoplay                 | 1953                        | Сесіль Б. Де Мілль                             | Сесіль Б. Де Мілль                               | Перемога                    |                             |